# 西伯利亚碱茅
西伯利亚碱茅（学名：Puccinellia sibirica）为禾本科碱茅属下的一个种。其种加词“sibirica”意为“西伯利亚的”。